# Ка Алта (Ређо Емилија)
Ка Алта је насеље у Италији у округу Ређо Емилија, региону Емилија-Ромања.
Према процени из 2011. у насељу је живело 46 становника. Насеље се налази на надморској висини од 86 м.